# 出会って5秒でバトル
『出会って5秒でバトル』（であってごびょうでバトル）は、はらわたさいぞうがウェブサイト上で発表した日本の漫画。2015年8月11日よりみやこかしわを作画に迎えたリメイク版が小学館の『裏サンデー』および『マンガワン』にて連載中。コミックスの累計発行部数は2022年7月時点で350万部を突破している。
メディアミックスとしてテレビアニメ化が決定した。

## あらすじ
成績優秀でゲームが趣味の16歳の高校生・白柳啓は普通の日常に退屈していた。そこへ突然現れた謎の包帯男の襲撃を受け、ゲーム感覚で撃退することに成功したが、その後現れたマジシャン風の女に殺されてしまう。
病院風の謎の施設で啓は目を覚まし、同様の境遇の者ばかりが集められた会場に例のマジシャン風の女・魅音が登場。それぞれに与えられた「能力」を使って戦うことを説明される。
1対1での戦いの1stプログラム、5人グループが1対1で戦う2ndプログラム、チーム戦の3rdプログラムを経て、舞台は監視者1名を含む12人の6グループが戦う4thプログラムへと移っていく。

## 登場人物
声の項はテレビアニメ版の声優。

### 主要人物
白柳 啓（しろやなぎ あきら） / 詭弁家（ソフィスト）
声 - 村瀬歩
本作の主人公。高校生。16歳。好物は金平糖。実はこのゲームを1度クリアしているが記憶を失っている。
相手があなたの能力だと思った能力
能力の使用対象が啓の能力だと思った能力を使える。相手は啓が能力対象に指定するだけではなく、相手の方も啓のことを自分が戦う相手やパートナーなど何かしらの相手と認識してないと発動できない。相手のイメージに左右されるので、良くも悪くも既存の能力とは異なる能力（例：木の枝を何でも切れる剣に変える能力→見えない斬撃を放つ能力と誤認）として発現したり、実際にはみたことが無い能力でもイメージできれば使用できる。パートナーと事前に打ち合わせをしておくことで、近くにいれば特定の能力をキープできる(合図などで別の能力への切り替えも可能)。
天翔 優利（あまがけ ゆうり）/ 鬼神
声 - 愛美
メインヒロイン。高校2年生。17歳。好物はステーキ。不幸体質。啓のことが気になっている。
身体能力を5倍にする能力
身体能力全てが5倍になる。身体全体の動作一つ一つが5倍になっているためパンチ一つで自動車の衝突くらいの威力が出せる。また、「身体能力」には肉体の強度も含まれているため、過剰なパワーによる自滅などもない。弱点は5倍の身体能力に適応するのが難しく最初はまともに動くこともできないこと。しかし、優利は天性のセンスでいきなり使いこなしている。本人の資質を含め、「当たり」に属す能力。
このような能力が与えられているということは、即ち何でも切れる剣や5倍になった身体能力程度では現状からの脱出は不可能であることを意味している。
霧崎 円（きりさきまどか）/ 真剣師
声 - 中井和哉
高校3年生。後に青チームに所属する。好物は円スペシャル。
木の枝を何でも切れる剣に変える能力
手に持てる木材をなんでも切れる剣に変える。剣の長さは木材の長さできまり霧埼が直感的にイメージする剣の姿になる。剣から身体が離れると数秒後に木に戻る。何でも切れるとあるが同じ能力の剣だけは切ることができない。能力の拡大解釈により、その特性を「能力の影響など、非物質的なものを含めて何でも切れる」という性質に強化することに成功している。また、他の同能力者は見えない斬撃を飛ばす能力に昇華していた。
熊切 真（くまぎり しん） / 金剛手
声 - 中村悠一、花藤蓮（少年時代）
プロレスラー。長髪の筋肉質な大男。33歳。
2秒間無敵になる能力
発動すると全身鎧の姿になって攻撃が一切通じなくなる。発動後は若干のインターバルが必要。
多々良 りんご（たたら りんご） / 皮肉屋
声 - 島袋美由利
高校3年生。眼鏡をかけた小柄な少女。18歳。啓のことが気になっており、パートナーとなっている優利に対抗心を燃やしている。
相手の能力を10分の1でコピーする能力
対象の能力が分かり10分の1で使える。本人は劣化コピーでは役に立たないと思って付随効果の相手の能力の簡単な説明が浮かぶ部分を活用していた。しかし、この能力の真価は10分の1にすることで能力のデメリット部分も10分の1とすることにより元の能力と比べて劣る部分と優れた部分を作ることで（例:大砲をコピーすると威力は10分の1だが、リロード時間も10分の1になるため10倍の速度で連射が可能）、劣化コピーではなくまったく新しい能力として使うことができる。熊切のように数値的要素が少なすぎるものにはあまり有効ではない。
香椎 鈴（かしい りん） / 鉄の処女
声 - 行成とあ
OL。妖艶な雰囲気の美女。24歳。その能力を生かすためか、常に下着姿。
体液から拷問器具を作り出す能力。
血や汗などの体液から拷問器具を作る。作れる拷問器具は体液の種類や量、体外に流れた時間などの様々な条件で変化する。作れる種類については刃物や刺といったシンプルなものから、ペンデュラムやアイアンメイデン、拘束具など拷問に活用されるものなら何でも作ることが出来る。
能力はある程度離れていても発動可能であり、体液を撒くことでトラップとして使用できる。また応用としてファラリスの雄牛を使うための火で暖を取るといった、本来とは用途の異なる使用方法も可能である。
出血すればするほど真価を発揮する反面、出血死の危険も高まる諸刃の剣のような能力である。

### 監視者
啓たちを連れ去り、戦わせるプログラムを運営する側の人間。その目的は未だ不明。彼ら監視人は目的の方向が一致した故、手を組んでいるものの、仲間ではないという。その証拠に第六監視人のノルドは第四監視人のレオンハルトに殺されている。
魅音（みおん）/魔術師
声 - 新谷真弓
監視役の一人で第五監視人。マジシャン風の格好で、子供っぽく見えるが狡猾な性格。元々はゲームの参加者であったが、当時の監視者である万年青を騙し現在の立場になる。
手を大砲に変える能力
その威力は強力で啓はこれで一度死亡しており、会場に集まった一同の脅しにも使用される。
ヤン /千年眼
声 - 鬼頭明里
魅音の従者で中華風の格好。
視界の中の時間を千年進める事が出来る能力
目で見ているものの時間を1000年進められる。
第一監視人 ガナシャ
男性。ウロモフの候補者の選び方には不満はないが、正解でもないと答える。
第二監視人 ペルコ
女性。いつも飴を舐めている
第三監視人 ラウィール
第四監視人 レオンハルト（4thプログラム《厄災》）　代理 ウロモフ
代理のウロモフは、4thプログラムの候補者を他のチームに勝つための選び方をしている。その選び方とは改造手術を施して、痛覚や感情だけでなく記憶も消された者から能力の使用に秀でた者だけを選んでいる。
第六監視人 ノルド（死亡）
代理 星野 王子/隣人
声 - 井口祐一
監視している対象と能力を共有できる能力

### 1stプログラム
桐生和人
声 - 楠見尚己
優利の対戦相手

### 2ndプログラム
猿渡悟
声 - 勝杏里
ボタンを縄に変える能力
続命院冴子
声 - 千本木彩花
ビー玉を巨大化させる能力
北島浩二/吊られた男
声 - 隈本吉成
地面に手を付けている間、相手の能力を無効化する能力

### チーム（3rdプログラム）

#### 緑チーム
白鷺 勇人（しらさぎ ゆうと）/ 調停人
声 - 麻生智久
緑チームリーダー。検事。
相手と平和的に交渉を行える能力
対象との間で互いに一切の暴力行為が届かなくなる。相手から受けた攻撃のパワーを返すこともできるが自身にもダメージがくる。
斉藤 克也（さいとう かつや）/ 狩人
声 - 梶原岳人
関西弁で話す糸目の青年。
木の枝を無限の矢を放てる弓に変えることができる能力
手に持てる木材を弓に変える。木材を剣に変える能力と違ってどんな木材の長さでも弓の長さは変わらない。弓の弦にある矢羽をかたどった装飾を引っ張り弦を弾くと矢が飛び出す。矢は弾切れを起こすことはなく、最大で4本の矢を同時に放つことも可能。
桐生 アスカ（きりゅう あすか）/ 護衛官
声 - 奈波果林
女性。子持ち。
木の枝を自由な重さの剣に変える能力
城島 透（じょうしま とおる）/ 渡世人
声 - 小川一樹
瞬間移動を使える男性。
上野 英二（うえの えいじ）/ 鉄壁
声 - かぬか光明
身体を鉄のように硬くする能力
伏十字 マリ / 呪詛師
声 - Lynn
シスターの女性。22歳。
人形を呪いの人形にする能力
園村桃子
声 - 鶴田真希
手を大砲に変える能力
二宮晴花/風水土
声 - 優希知冴
空気の流れを変える能力
張洪文/観測者
声 - 三野雄大
空気の密度を変える能力

#### 赤チーム
大神 一（おおがみ はじめ）/ 暴君
声 - 安元洋貴、三瓶由布子（少年時代）
赤チームリーダー。
身体能力を5倍にする能力
黒岩雅也（くろいわ まさや）/ 高利貸し
声 - 遊佐浩二、田村奈央（少年時代）
赤チーム副リーダー。ディーラー。
自分への貸しを取り立てる事ができる能力
自分の行動で助かったと思わせた相手を支配することができる。支配できる時間や命令できる内容は貸しによる。
瀬戸口勇気（せとぐち ゆうき）/ 蒐集家
声 - 水島大宙
バーテンダー。
物を縮めることができる能力
神居直治（かむい なおはる）/ 近江商人
声 - 間宮康弘
玩具メーカー会長。84歳。男性。
手の周辺で化学変化を起こす能力
竜胆将門（りんどう まさかど）/ 刀匠
声 - 増元拓也
無職。
木の枝を何でも切れる剣に変える能力
恋華（れんか）/ 傀儡子
声 - 田村ゆかり
自称アーティスト。女嫌い。本名は土田創太。22歳。
自作した人形を操縦できる能力
茶圓隆聖（ちゃえん たかきよ）/ 手古舞
声 - 齋藤彩夏
恋華の従者。
オモチャを本物に変える能力
レッドドラゴン満　
声 - 魚建
レッドドラゴン豊田　
声 - 松本健太
レッドドラゴン松下　
声 - 川津泰彦
手を大砲に変える能力
レッドドラゴン梶　
声 - 烏丸祐一

#### 青チーム
万年青 伊織（おもと いおり）/ 放蕩息子
青チームのリーダー。男性。フリーター。19歳  魅音と災厄内で戦い死亡した。元々監視者であったが魅音に出し抜かれ参加者となった。
声 - 坂本真綾
相手があなたの能力だと思った能力
如月 葵 / じゃじゃ馬
声 - 田村睦心
青チームのメンバー。万年青と共に行動する女性。よくガムを噛んでいる。
対象を弾性ゴム化させる能力
物体をゴム化させることができる。敵の物理攻撃をゴム化させ跳ね返したり、壁や床をゴム化して移動するなど、応用も効く。
真栗 順平
声 - 伊原正明
青チームのメンバー。万年青と共に行動する男性。オネェ口調で話す。
手を大砲に変える能力

### チーム（4thプログラム）

#### 第一監視人チーム
白柳 燈夜（しろやなぎ とうや） / 宣教師
啓の父親。公安庁で働いている。啓にリタイアするように促してはいるが、聞かなければ啓を犠牲にしてでもプログラムを勝ち抜くことを表明している。公安に調べさせた情報で万年青伊織が今も死んだままであることから、興味を持っており、そこから自分たちに能力を与えたものたちの手掛かりを探ろうとしている。
相手にひとつだけ使命を授ける能力
十束 天那（とつか あまな） / 経津主（ふつぬし）
女子高生。
針金をあやつる能力
九龍（がうろん） / 喰奴（くらうど）
男性。武器商人。
甘村 千歳（あまむら ちとせ） / ロリポップガール
女子大生。砂糖を自在に操る能力

## 書誌情報
- 原案：はらわたさいぞう、漫画：みやこかしわ 『出会って5秒でバトル』 小学館〈裏少年サンデーコミックス〉、既刊28巻（2025年7月11日現在）
  1. 2016年2月26日発売[27]、ISBN 978-4-09-127028-3
  2. 2016年6月17日発売[28]、ISBN 978-4-09-127308-6
  3. 2016年10月19日発売[29]、ISBN 978-4-09-127384-0
  4. 2017年3月17日発売[30]、ISBN 978-4-09-127549-3
  5. 2017年7月19日発売[31]、ISBN 978-4-09-127656-8
  6. 2017年12月12日発売[32]、ISBN 978-4-09-128047-3
  7. 2018年3月19日発売[33]、ISBN 978-4-09-128219-4
  8. 2018年7月19日発売[34]、ISBN 978-4-09-128426-6
  9. 2018年10月19日発売[35]、ISBN 978-4-09-128637-6
  10. 2019年2月19日発売[36]、ISBN 978-4-09-128754-0
  11. 2019年6月12日発売[37]、ISBN 978-4-09-129231-5
  12. 2019年10月11日発売[38]、ISBN 978-4-09-129416-6
  13. 2020年2月19日発売[39]、ISBN 978-4-09-129588-0
  14. 2020年6月18日発売[40]、ISBN 978-4-09-850112-0
  15. 2020年11月19日発売[41]、ISBN 978-4-09-850334-6
  16. 2021年3月18日発売[42]、ISBN 978-4-09-850481-7
  17. 2021年7月12日発売[43]、ISBN 978-4-09-850620-0
  18. 2021年10月12日発売[44]、ISBN 978-4-09-850765-8
  19. 2022年3月18日発売[45]、ISBN 978-4-09-851031-3
  20. 2022年7月19日発売[2]、ISBN 978-4-09-851198-3
  21. 2022年11月17日発売[46]、ISBN 978-4-09-851409-0
  22. 2023年4月12日発売[47]、ISBN 978-4-09-852003-9
  23. 2023年9月19日発売[48]、ISBN 978-4-09-852548-5
  24. 2024年2月9日発売[49]、ISBN 978-4-09-853123-3
  25. 2024年6月11日発売[50]、ISBN 978-4-09-853386-2
  26. 2024年10月10日発売[51]、ISBN 978-4-09-853645-0
  27. 2025年2月12日発売[52]、ISBN 978-4-09-853862-1
  28. 2025年7月11日発売[53]、ISBN 978-4-09-854177-5
- 原案：はらわたさいぞう、漫画：みやこかしわ『出会って5秒でバトル 能力者プロファイリングブック』 小学館〈裏少年サンデーコミックス〉、2021年8月18日発売[54]、ISBN 978-4-09-850613-2

## テレビアニメ
2021年7月から9月までTOKYO MXほかにて放送された。

### スタッフ
- 原作 - はらわたさいぞう、みやこかしわ[4]
- スーパーバイザー - 高澤邦仁、長谷川友紀（第1-8話）
- 総監督・脚本監修 - 内藤明吾[4]
- 監督 - 新井宣圭（第1-8話）[4]
- シリーズ構成 - 待田堂子[4]
- キャラクターデザイン - 永作友克、山門郁夫（第1-5話）[4]
- アクション作画監督 - 森田実
- プロップデザイン - 堀江佑
- 美術監督 - 土橋誠
- 美術設定 - 土橋知子、荒井賢
- 色彩設計 - 高橋めぐみ
- 撮影監督 - 佐藤宗明
- 編集 - 中葉由美子
- 音響監督 - 大熊昭
- 音楽 - 早川諒
- プロデューサー - 針原剛（第1-8話）→長谷川友紀（第9話-）、椿本康雄、和泉勇一、野瀬和也、伊東克浩、北澤史隆、大和田智之、松村尚
- アニメーションプロデューサー - 増子相二郎、武井健
- CGアニメーション制作 - Studio A-CAT[4]
- アニメーション制作 - SynergySP、ベガエンタテイメント[4]
- 制作 - 小学館集英社プロダクション、Studio A-CAT[4]
- 製作 - 出会って5秒でバトル製作委員会（小学館集英社プロダクション、ポニーキャニオン、ブシロード、フィールズ、BANDAI SPIRITS、TOKYO MX、日本BS放送、関西テレビ放送）[4]

### 主題歌
OP・EDともにANCHORがサウンドクリエイト（作詞・作曲・編曲）を担当する。
「No Continue」
鬼頭明里によるオープニングテーマ。
「負けイベ実況プレイ」
15歳の歌手と大森靖子からなるユニット「15才と大森靖子」によるエンディングテーマ。

### 各話リスト
| 話数   | サブタイトル | 脚本              | 絵コンテ          | 演出     | 作画監督                                              | 総作画監督                     | 初放送日       |
| ------ | ------------ | ----------------- | ----------------- | -------- | ----------------------------------------------------- | ------------------------------ | -------------- |
| 第1話  | 詭弁家       | 待田堂子          | 新井宣圭          | 熊田健太 | 堀江佑                                                | 永作友克                       | 2021年 7月13日 |
| 第2話  | 鬼神         | 待田堂子          | 寺本幸代          | 寺本幸代 | 川重希                                                | 小美野雅彦                     | 7月20日        |
| 第3話  | 真剣師       | 日暮茶坊          | 山本恭平 内藤明吾 | 西田健一 | 王敏 周健 趙小川 姜智慧                               | 小美野雅彦 芦谷耕平 千々葉トウ | 7月27日        |
| 第4話  | 皮肉屋       | 日暮茶坊          | 能田健太 内藤明吾 | 能田健太 | 堀江佑                                                | 小美野雅彦 芦谷耕平            | 8月3日         |
| 第5話  | 狩人         | 待田堂子          | 寺本幸代          | 寺本幸代 | 川重希                                                | 小美野雅彦                     | 8月10日        |
| 第6話  | 調停人       | 待田堂子          | 飯田崇 内藤明吾   | 加藤段像 | 森悦史 青木真理子                                     | 小美野雅彦                     | 8月17日        |
| 第7話  | 暴君         | 日暮茶坊          | 内藤明吾          | 佐藤友一 | ビート びんめ 中山和子 王敏 周健 趙小川 姜智慧 李伟峰 | 小美野雅彦 芦谷耕平 千々葉トウ | 8月24日        |
| 第8話  | 護衛官       | 日暮茶坊          | 内藤明吾          | 葛西良信 | 南伸一郎 松本和志 木下由美子 斎藤和也 岩永遼太        | 小美野雅彦 芦谷耕平 千々葉トウ | 8月31日        |
| 第9話  | 鉄の処女     | 待田堂子 内藤明吾 | 内藤明吾          | 中西基樹 | 堀江佑                                                | 小美野雅彦                     | 9月7日         |
| 第10話 | 金剛手       | 待田堂子 内藤明吾 | 内藤明吾          | 粟井重紀 | 堀江佑 森悦史 西川真人                                | 小美野雅彦 芦谷耕平 千々葉トウ | 9月14日        |
| 第11話 | 高利貸し     | 待田堂子 内藤明吾 | 内藤明吾          | 元山龍次 | LEE HA NEUL KIM KWANG WOO                             | 小美野雅彦 芦谷耕平 千々葉トウ | 9月21日        |
| 第12話 | 最後の能力   | 待田堂子 内藤明吾 | 内藤明吾          | 佐藤友一 | 川重希                                                | 小美野雅彦                     | 9月28日        |

### 放送局
| 放送期間                                 | 放送時間                     | 放送局     | 対象地域   | 備考                                 |
| ---------------------------------------- | ---------------------------- | ---------- | ---------- | ------------------------------------ |
| 2021年7月13日 - 9月28日                  | 火曜 0:00 - 0:30（月曜深夜） | TOKYO MX   | 東京都     | 製作参加                             |
|                                          |                              | BS11       | 日本全域   | 製作参加 / BS放送 / 『ANIME+』枠     |
|                                          | 火曜 23:30 - 水曜 0:00       | AT-X       | 日本全域   | CS放送 / 字幕放送 / リピート放送あり |
| 2021年7月16日 - 10月1日                  | 金曜 2:55 - 3:25（木曜深夜） | 関西テレビ | 近畿広域圏 | 製作参加 / 初回のみ2:40 - 3:10に放送 |
| 本放送の前週に放送直前特番が放送された。 |                              |            |            |                                      |

| 配信開始日    | 配信時間                   | 配信サイト |
| ------------- | -------------------------- | --- |
| 2021年7月13日 | 火曜 0:30（月曜深夜） 更新 | バンダイチャンネル Netflix U-NEXT アニメ放題 dアニメストア Amazon Prime Video ひかりTV FOD Hulu dTV GYAO!ストア Rakuten TV DMM.com Google Play ビデオマーケット music.jp HAPPY!動画 TSUTAYA TV ABEMA |
| 2021年7月14日 | 水曜 0:00（火曜深夜） 更新 | TELASA auスマートパスプレミアム J:COMオンデマンド milplus |
| 2021年7月16日 | 金曜 0:30（木曜深夜） 更新 | GYAO! |